# Tropeiro-da-serra
Guarda-bosques-carioca ou tropeiro-da-serra (Lipaugus lanioides) é uma espécie de ave da família Cotingidae.
É endémica do Brasil.
Os seus habitats naturais são: florestas subtropicais ou tropicais húmidas de baixa altitude e regiões subtropicais ou tropicais húmidas de alta altitude.
Está ameaçada por perda de habitat.